# الجانب (نعمان)

تعديل مصدري - تعديل

الجانب هي إحدى قرى عزلة اللخف بمديرية نعمان التابعة لمحافظة البيضاء، بلغ تعداد سكانها 81 نسمة حسب تعداد اليمن لعام 2004.